# Boabdil
XII. Muhammad Abu 'abd-Allah (arabul: أبو عبد الله محمد الثاني عشر) (1460 körül – 1533), "Boabdil", Granada utolsó mór emírje, aki apját, Abul Hasszant 1481-ben fosztotta meg trónjától. 

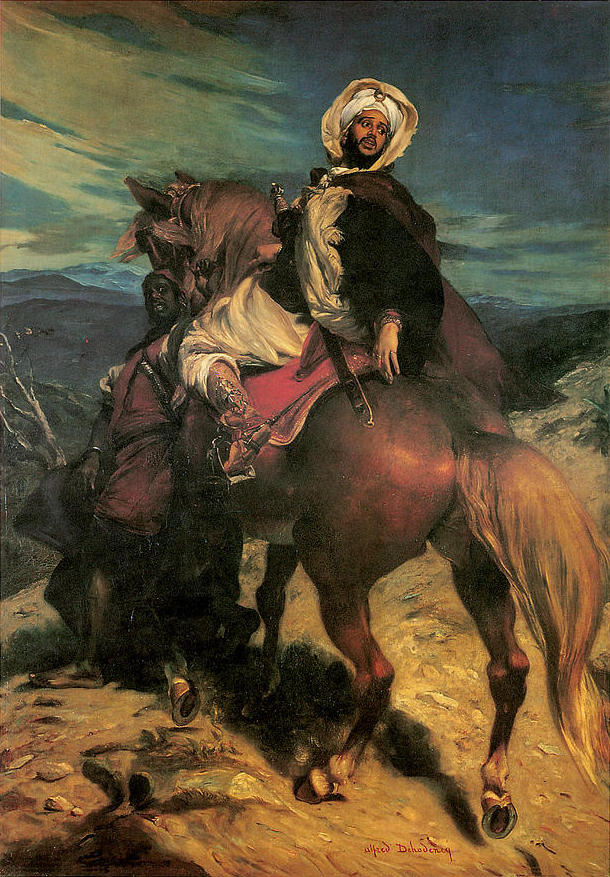
Alfred Dehodencq: Boabdil el Chico

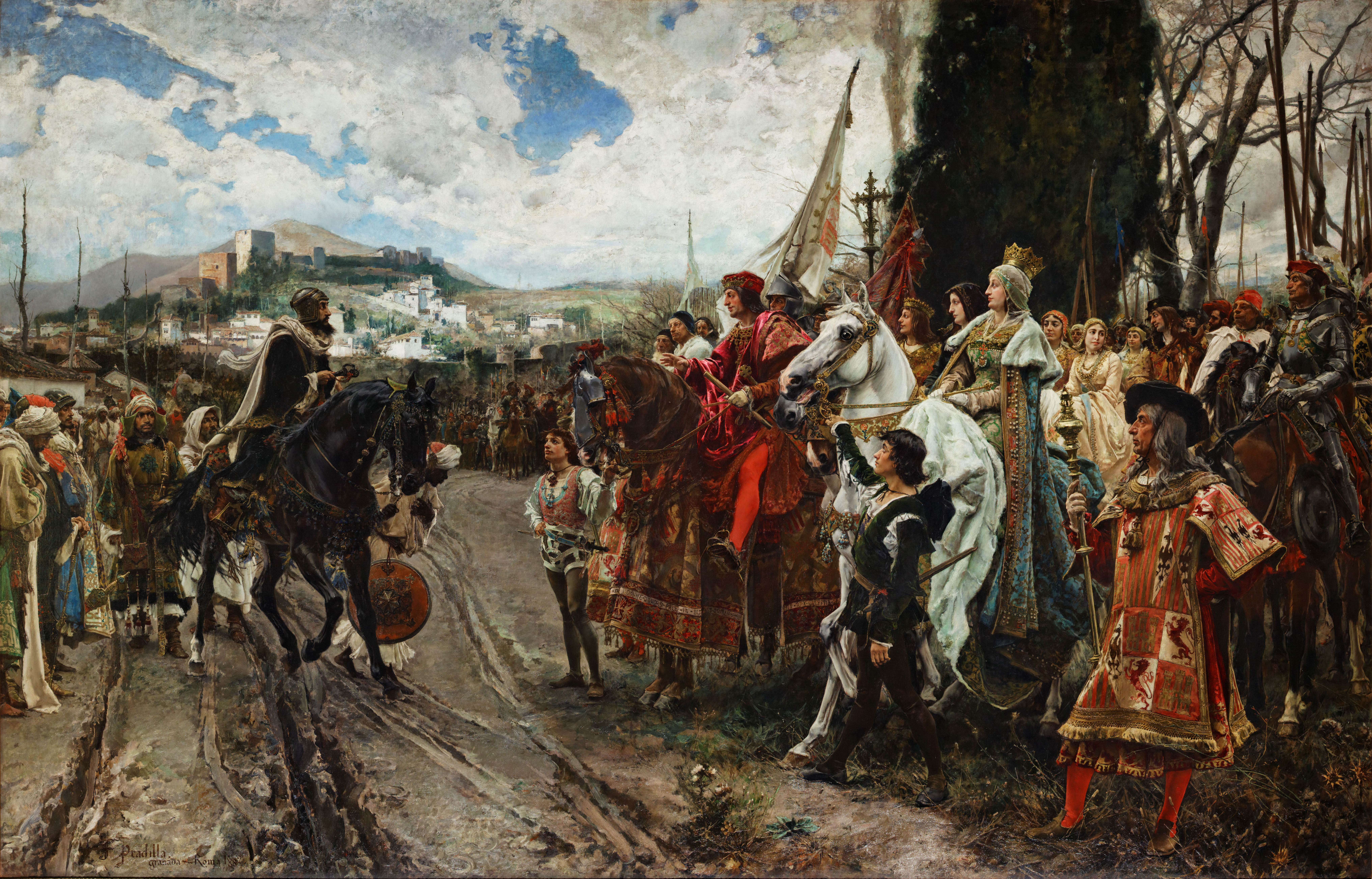
Francisco Pradilla y Ortiz: Boabdil hódolata Aragóniai Ferdinándnak és Kasztíliai Izabellának

A kasztíliaiak Lucena mellett foglyul ejtették, azonban évi díj és kezesek fejében ismét szabadon bocsátották. 1490-ben újabb háborúba keveredett a spanyolokkal, akik Granadában körülzárták és 1492 január 2-án megadásra kényszerítették. A kapituláció feltételeit, és a keresztények uralma alá jutó mór alattvalók jogait az 1491. november 11-én Aragónia és Kasztília uralkodóival megkötött granadai szerződésben rögzítette, ezt az egyezményt azonban a győztesek néhány év után felrúgták.
Boabdil a győztesektől ugyan uradalmat kapott az Alpujarrasban, de nemsokára átköltözött Fez-be, itt később egy csatában meghalt, feltehetően 1528-ban. A mór uralom felszámolásáért a Borgia-családból származó VI. Sándor pápa (1431–1503) 1494-ben a királyi párnak Ferdinándnak és Izabellának a „Katolikus Királyok” kitüntető címet adományozta.
Az utolsó granadai uralkodó palotájára tekintve a legenda szerint 1492-ben megsiratta városa elestét. A legenda szerint anyja ekkor így szólt hozzá: „Asszonyként siratod a várost, amelyet férfiként nem tudtál megvédeni.” Azt a helyet, ahonnan Boabdil utoljára tekintett vissza Granadára, még ma is „A mór utolsó sóhajának” („El último suspiro del Moro”) nevezik.